# 峯風型駆逐艦

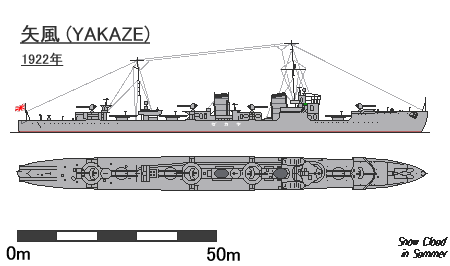
6番艦矢風艦型図

峯風型駆逐艦（みねかぜがたくちくかん）は、八四艦隊計画、八六艦隊計画に基づいて1917年（大正6年）から1918年（大正7年）にかけて15隻が建造された日本海軍の一等駆逐艦である。2番艦｢澤風(さわかぜ)｣が起工から進水・竣工までの全工程を最初に行った第1号艦のため澤風型駆逐艦(澤風級)とも呼ばれる。大正7年度計画艦のうち、第13番艦以降の最後の3隻は兵装の配置を変更したため、非公式に野風型或いは峯風改型と呼ばれる事もある。第1号艦(澤風)の就役開始は1920年（大正9年）3月16日、最後の艦の除籍は1945年（昭和20年）10月25日(汐風/夕風/波風)。

## 概要
日本の天城型巡洋戦艦やアメリカのレキシントン級巡洋戦艦など、30ノットを超える速力を持つ巡洋戦艦の出現に対応して、38,500馬力のオール・ギヤードタービンを搭載して39ノットの高速を発揮している。4番艦「島風」は特に性能良好で、当時の日本海軍最速記録となる速力40.7ノットを発揮し、後年、日本海軍最後の艦隊型駆逐艦であり、先代「島風」の記録を更新する40.9ノットを発揮した丙型駆逐艦「島風」に名前を引き継いでいる。
これまで日本の駆逐艦はイギリスの駆逐艦の設計をモデルに改良を重ねてきたが、凌波性の向上のため、同時期に計画された中型駆逐艦樅型と同様、艦首楼甲板を艦橋の直前でカットしてウエルデッキを設けて甲板を乗り越えた海水を受け止めるとともに、艦橋を極力船体中央部に移動する事で波浪の直撃を避けるというかなり思い切った設計変更を行った。この方式は第一次世界大戦前のドイツ海軍がS90以降の水雷艇に採用した方式である。また、同時期に計画された戦艦や巡洋艦と同様、艦首にスプーンバウを採用して秘密兵器たる1号機雷の使用を考慮している。
主機はパーソンズ式インパルス・リアクション・ギアード・タービンを搭載した。しかし竣工から故障が多くその後の国産タービン（艦本式タービン）開発の契機となった。
これまでの駆逐艦と比べて凌波性がかなり改善されたといえるが、それでも用兵側の満足に達せず、14ノットで3,600浬と言う航続力も更に延伸する事を望まれたが、航洋駆逐艦としてようやく実用に足る性能をもった艦形であると言える。
用兵側の満足に達する凌波性を達成するには後の吹雪型駆逐艦まで、航続力を達成するには無条約時代の陽炎型駆逐艦まで待たなければならなかった。
改良型である神風型駆逐艦や睦月型駆逐艦とともに昭和初期まで水雷戦隊の主力を担っていたが、特型駆逐艦の充実と艦の老朽化に伴って徐々に除籍または他艦種への類別変更を行い、太平洋戦争に駆逐艦として参加した艦も大半が後方での船団護衛任務や、空母部隊の随伴艦として訓練時の事故救難任務に当たっている。
1940年（昭和15年）4月には「島風」と「灘風」が哨戒艇に転籍。1942年（昭和17年）7月には「矢風」が標的艦となっている。その他の艦は駆逐艦籍のまま活躍した。同型艦15隻中終戦時に残存したのは「澤風」、「汐風」、「夕風」、「波風」、「矢風」の5隻だった。

### トンボ釣り
1940年（昭和15年）11月より第34駆逐隊4隻（羽風、秋風、太刀風、夕風）は第三航空戦隊、第3駆逐隊2隻（汐風、帆風）は第一航空戦隊に所属して航空機が海面に不時着したときの乗員の救助、機体の回収などの任務に当たった。これをトンボ釣りと称した。一部の艦は1936年（昭和11年）ころから既に兵装の一部を撤去してトンボ釣りを行っていたらしい。
1941年（昭和16年）4月10日に第一航空艦隊が編成されると第34駆逐隊（羽風、秋風、太刀風）は第一航空戦隊に、駆逐艦（夕風、三日月）は三航戦に所属した。
直後に最新鋭の陽炎型駆逐艦で編制された第17駆逐隊が第一航空艦隊に編入され、第34駆逐隊（羽風、秋風、太刀風）は第二遣支艦隊を経て第十一航空艦隊附属となって基地航空隊の航空機救助に当たった。第3駆逐隊の各艦は第四航空戦隊附属となり、「汐風」は空母「龍驤」の、「帆風」は特設航空母艦「春日丸」（大鷹）、続いて瑞鳳型航空母艦「祥鳳」の護衛に当たった。「夕風」は第三航空戦隊に残留し、空母「鳳翔」や「瑞鳳」の護衛を務めた。
1942年に入り各艦通常の駆逐艦としての任務となった。

### 回天搭載艦
「汐風」、「波風」の2隻は1944年（昭和19年）から翌年にかけて回天搭載艦に改造された。
- 主砲は1番主砲を残して撤去
- 魚雷兵装は全て撤去
- 25mm連装機銃6基、同単装（もしくは13mm単装）機銃8挺

艦尾にスロープを設け回天4基（汐風）を搭載した。
ちなみに、「波風」は損傷復旧の際に1番缶を撤去し出力25,000馬力、速力29.5ノットとなっている。

### 対潜学校練習艦
「澤風」は1944年より対潜学校練習艦として横須賀にあった。兵装は
- 主砲は4番主砲を残して撤去
- 魚雷兵装は全て撤去
- 25mm3連装機銃4基、同単装機銃4挺
- 爆雷36個

を装備。また1番砲跡に15cm9連装対潜噴進砲を装備した。

### 最終兵装
「夕風」の場合
- 12cm単装砲2門（1,3番砲）
- 53cm連装魚雷発射管1基(2番発射管）
- 25mm連装機銃4基、同単装4挺
- 爆雷36個

であった。

## 野風型（峯風改型）

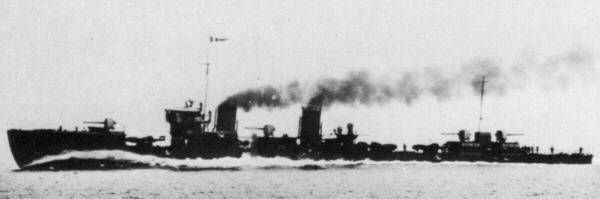
「野風」。それまでの同型艦と兵装位置を変え、後檣の前後に3番、4番砲を装備している。

大正6年度計画で建造した峯風型9隻に引き続いて大正7年度計画で建造された大型駆逐艦。同年計画された6隻の内、最後の3隻が該当する。日本海軍の公式な艦種は3隻とも峯風型であり『野風型』は存在しない。
峯風型は12センチ3番砲と4番砲の間に2番連装魚雷発射管と3番連装魚雷発射管を配置し、更に2つの魚雷発射管の間に後檣を設置したため、主砲や魚雷発射管の統一指揮や給弾が困難だった。そのため野風型では後檣を後部に移し、ここに3番砲と4番砲を背中合わせに配置するとともに魚雷発射管を連続的に配置するように改めた。このため峯風型と異なる艦型となったのである。
この設計変更は成功を収め、続く神風型や睦月型にも採用され、更には特型以降の後部主砲塔の背負式配置に発達する事となる。

## 同型艦
峯風（みねかぜ）
1920年（大正9年）5月29日、舞鶴海軍工廠で竣工。佐世保近海警備のほか主にトラック島方面への船団護衛に従事。1944年（昭和19年）2月10日、米潜水艦「ポーギー」の雷撃により台湾沖北緯23度00分 東経157度27分 / 北緯23.000度 東経157.450度で戦没。
澤風（さわかぜ／さはかぜ）
1920年3月16日、三菱長崎造船所で竣工。大戦中は主に船団護衛に従事。無事終戦を迎え、船体は福島県小名浜港で防波堤に転用されたが、近隣の小名浜魚市場拡張工事を受け1965年に撤去された。
沖風（おきかぜ）
1920年8月17日、舞鶴海軍工廠で竣工。大戦中は主に船団護衛に従事。1943年（昭和18年）1月10日、米潜水艦「トリガー」の雷撃により勝浦燈台南方8海里で戦没。
島風 [I] （しまかぜ）
1920年11月15日、舞鶴海軍工廠で竣工。1940年（昭和15年）4月1日、哨戒艇に改装され艦種変更、「第一号哨戒艇」と改名される。第二次ソロモン海戦等に参加。1943年1月13日、米潜水艦「ガードフィッシュ」の雷撃によりカビエン沖で戦没。
灘風（なだかぜ）
1921年（大正10年）9月30日、舞鶴海軍工廠で竣工。1940年4月1日、哨戒艇に改装され艦種変更、「第二号哨戒艇」と改名される。1945年（昭和20年）7月25日、英潜水艦「スタッボーン(HMS Stubborn)」の雷撃によりジャワ海で戦没。
矢風（やかぜ）
1920年7月19日、三菱長崎造船所で竣工。1942年（昭和17年）5月5日、標的艦に改造。同年7月20日、峯風型から除籍。特務艦（標的艦）に艦種変更される。その後、航空攻撃訓練や船団護衛任務に従事。無事終戦を迎えたが横須賀係留中に浸水し着底。浮揚後に解体された。
羽風（はかぜ）
1920年9月16日、三菱長崎造船所で竣工。南方攻略作戦に参加した後、主に船団護衛に従事。1943年1月23日、米潜水艦「ガードフィッシュ」の雷撃によりカビエン沖で戦没。
汐風（しおかぜ／しほかぜ）
1921年7月29日、舞鶴海軍工廠で竣工。大戦中は主に空母機動部隊護衛や船団護衛に従事。無事に終戦を迎え、船体は福島県小名浜港で堤防に転用され現在に至る。
秋風（あきかぜ）
1921年4月1日、三菱長崎造船所で竣工。大戦中は主に船団護衛に従事。南東方面艦隊に所属してソロモン諸島で行動中の1943年（昭和18年）3月、秋風虐殺事件の舞台となった。1944年（昭和19年）11月3日、空母「隼鷹」を護衛してフィリンピン方面輸送作戦従事中、米潜水艦「ピンタド」の雷撃により南シナ海で戦没。
夕風（ゆうかぜ／ゆふかぜ）
1921年8月24日、三菱長崎造船所で竣工。大戦中は空母鳳翔の随伴艦として行動した。ほぼ無傷で終戦を迎えた。1947年（昭和22年）8月14日、戦時賠償艦としてイギリスに引き渡された。
太刀風（たちかぜ）
1921年12月5日、舞鶴海軍工廠で竣工。第十一航空艦隊附属として行動。1944年（昭和19年）2月17日、米空母艦載機の攻撃によりトラック島沖にて戦没（トラック島空襲）。
帆風（ほかぜ）
1921年12月22日、舞鶴海軍工廠で竣工。北方作戦に参加した後、主に船団護衛に従事。1944年（昭和19年）7月6日、米潜水艦「パドル」の雷撃によりセレベス海サンギ島西岸沖北緯03度25分 東経124度30分 / 北緯3.417度 東経124.500度で戦没。
野風（のかぜ）
1922年（大正11年）3月31日、舞鶴海軍工廠で竣工。1943年7月、キスカ島撤退作戦などに参加。1945年（昭和20年）2月16日、米潜水艦パーゴ(USS Pargo)の雷撃で東シナ海北緯12度27分 東経109度40分 / 北緯12.450度 東経109.667度地点で戦没。
波風（なみかぜ）
1922年11月11日、舞鶴海軍工廠で竣工。1943年7月、キスカ島撤退作戦などに参加。無事に終戦を迎え1947年10月3日、戦時賠償艦として中華民国に引き渡された。
沼風（ぬまかぜ）
1922年7月24日、舞鶴海軍工廠で竣工。キスカ島撤退作戦などに参加。1943年（昭和18年）12月18日、米潜水艦「グレイバック」の雷撃により沖縄南方沖北緯26度30分 東経128度13分 / 北緯26.500度 東経128.217度で戦没。

## 駆逐隊の変遷
峯風型は15隻からなり、4隻からなる駆逐隊に1隻足りないので、性能がほぼ等しい神風型「神風」を加えた16隻で4個駆逐隊を編成した。すべて横須賀鎮守府に新製配備されたため、横鎮の固有番号の1桁駆逐隊である。

### 第二駆逐隊
横須賀鎮守府籍の峯風・澤風・矢風・沖風で編成した峯風型最初の駆逐隊。1918年（大正7年）12月1日付で舞鶴鎮守府に転出した海風型駆逐艦・楢型駆逐艦からなる先代に続く三代目の第二駆逐隊である。1920年（大正9年）より第二艦隊第二水雷戦隊に投入されたが、「矢風」は1923年（大正12年）から1年以上戦線離脱している。大正末より大湊要港部警備艦として北方漁場保護にあたった。1932年（昭和7年）以降はトンボ釣りに転じ、1935年（昭和10年）に解隊して以後も、航空隊附属の練習・救援艦として航空支援任務に就く艦が多かった。所属部隊と所属駆逐艦の変遷は以下のとおり。各艦の戦歴は各艦の項目を参照。
1920年（大正9年）5月29日：澤風の竣工を機に編成、8月17日に沖風が竣工し編成完結。
1923年（大正12年）5月15日：第二艦隊第二水雷戦隊。
1923年（大正12年）9月20日：矢風は第三駆逐隊に転出。
1924年（大正13年）12月1日：横須賀鎮守府予備艦。第三駆逐隊より矢風を編入。
1925年（大正14年）4月1日：大湊要港部部隊に転籍。
1925年（大正14年）12月1日：横須賀鎮守府予備艦。
1926年（大正15年）12月1日：大湊要港部部隊。
1928年（昭和3年）12月10日：横須賀鎮守府予備艦。
1932年（昭和7年）1月28日：第一次上海事変で武力衝突発生。臨時派遣。
1932年（昭和7年）12月1日：第一艦隊第一航空戦隊。
1934年（昭和9年）11月15日：第一艦隊第一水雷戦隊。矢風、沖風離脱。
1935年（昭和10年）4月10日：解隊。

### 第五駆逐隊→第四駆逐隊
横須賀鎮守府籍の羽風・島風・秋風・灘風で編成した峯風型2個目の駆逐隊。1918年（大正7年）12月1日付で第七駆逐隊にスライドした神風型駆逐艦からなる先代に続く三代目の第五駆逐隊である。長らく峯風型駆逐隊は第一・第二・第三・第五と五駆だけが飛んでいたが、1922年（大正11年）12月1日に第四駆逐隊にスライドした。代わりに楢型駆逐艦からなる先代四駆が第七駆逐隊にスライドしており、峯風型四駆は四代目となる。1920年（大正9年）より第二艦隊第二水雷戦隊に投入されたが、同時に「島風」が第三駆逐隊の太刀風と交代し、以後はこの顔ぶれで推移する。二駆と違い、1941年（昭和16年）の解隊までトンボ釣りに転じることなく、第一水雷戦隊や大湊・馬公の警備艦として活動している。所属部隊と所属駆逐艦の変遷は以下のとおり。各艦の戦歴は各艦の項目を参照。
1920年（大正9年）11月15日：島風の竣工を機に編成、翌年9月30日に灘風が竣工し編成完結。
1923年（大正12年）12月1日：第二艦隊第二水雷戦隊。同時に第四駆逐隊にスライド。島風と太刀風を交代。
1925年（大正14年）12月1日：二駆に代わり大湊要港部部隊に転籍。
1926年（大正15年）12月1日：横須賀鎮守府予備艦。
1930年（昭和5年）12月1日：第一艦隊第一水雷戦隊。
1931年（昭和6年）12月1日：横須賀鎮守府予備艦。
1932年（昭和7年）12月1日：大湊要港部部隊。
1933年（昭和8年）11月15日：馬公要港部部隊。
1937年（昭和12年）8月19日：太刀風離脱。12月1日復帰。
1940年（昭和15年）3月31日：陽炎型駆逐艦（嵐、萩風）により再編。
（1940年（昭和15年）4月1日：灘風は哨戒艇に艦種変更。）

### 第三駆逐隊（四代）
横須賀鎮守府籍の汐風・夕風・太刀風・帆風で編成した峯風型3個目の駆逐隊。1919年（大正8年）11月1日付で呉鎮守府に転出した江風型駆逐艦・樅型駆逐艦からなる先代に続く四代目の第三駆逐隊である。後発の第一駆逐隊とともに第二艦隊第二水雷戦隊に投入された。1926年（大正15年）まで二水戦にとどまり、代替わりの激しい大正末期にしては最前線部隊での活動が姉妹艦より長い。「太刀風」と五駆の「島風」が交換されたり、二駆から離脱した「矢風」を引き受ける一方夕風が頻繁に離脱したりするなど、編成の変更が著しい。解隊は早いが、末期には第四艦隊第五水雷戦隊に編入されて大陸戦線にも向かっている。所属部隊と所属駆逐艦の変遷は以下のとおり。各艦の戦歴は各艦の項目を参照。
1921年（大正10年）12月1日：太刀風の竣工を見据えて編成、12月26日に帆風が竣工し編成完結。
1922年（大正11年）12月1日：第二艦隊第二水雷戦隊。
1923年（大正12年）12月1日：横須賀鎮守府予備艦。同時に夕風離脱。島風と太刀風を交代。
1924年（大正13年）7月1日：第二駆逐隊より矢風を編入。
1925年（大正14年）12月1日：第二艦隊第二水雷戦隊。夕風復帰。矢風は第二駆逐隊に転出。
1926年（大正15年）12月1日：横須賀鎮守府予備艦。
1930年（昭和5年）12月1日：大湊要港部部隊。
1932年（昭和7年）12月1日：横須賀鎮守府部隊。
1933年（昭和8年）12月11日：横須賀鎮守府横須賀警備戦隊。
1934年（昭和9年）11月15日：馬公要港部部隊。
1935年（昭和10年）11月15日：横須賀鎮守府横須賀警備戦隊。
1937年（昭和12年）9月1日：第三艦隊第三水雷戦隊。
1937年（昭和12年）12月1日：第四艦隊第五水雷戦隊。同時に夕風離脱。
1938年（昭和13年）12月15日：解隊。
（1940年（昭和15年）4月1日：島風は哨戒艇に艦種変更。）

### 第一駆逐隊
横須賀鎮守府籍の野風・沼風・波風に加え、神風型の神風（第一駆逐艦）で編成した峯風型最後の駆逐隊。1920年（大正9年）10月13日付で舞鶴鎮守府に転出した磯風型駆逐艦からなる先代に続く三代目の第一駆逐隊である。編成未了のまま第二艦隊第二水雷戦隊に投入され、二水戦在籍中に編成が完結した。長らく二水戦で活動したが、大正15年度より最前線部隊からはずれ、大湊での北方警備に就くことが多くなる。太平洋戦争中も解隊することなく北方警備を継続した。末期に南方に転戦し、「神風」が終戦まで残存した。峯風型では、北方任務中に損傷離脱した「波風」が再投入されることなく残存した。所属部隊と所属駆逐艦の変遷は以下のとおり。各艦の戦歴は各艦の項目を参照。
1922年（大正11年）7月31日：沼風の竣工を機に編成、翌年1月6日に第一駆逐艦（神風）が竣工し編成完結。
1922年（大正11年）12月1日：第二艦隊第二水雷戦隊。
1925年（大正14年）12月1日：横須賀鎮守府予備艦。
1928年（昭和3年）12月10日：大湊要港部部隊。
1929年（昭和4年）11月30日：横須賀鎮守府予備艦。
1933年（昭和8年）11月15日：大湊要港部部隊。以後、北方警備に従事。
1938年（昭和13年）8月25日：神風離脱、12月15日復帰。
1943年（昭和18年）12月18日：沖縄沖で沼風戦没、翌年2月5日除籍。
1944年（昭和19年）9月18日：択捉島沖で波風損傷、修理・改造のため離脱。
1945年（昭和20年）2月5日：波風を削除、同艦は連合艦隊附属に転出し終戦時も残存。
1945年（昭和20年）2月15日：同年1月15日に解隊した第三十駆逐隊より汐風を、第一護衛艦隊より朝顔を編入。
1945年（昭和20年）2月20日：東シナ海で野風戦没、4月10日除籍。
1945年（昭和20年）8月15日：神風、汐風、朝顔残存。神風、汐風は10月5日除籍、朝顔は11月30日除籍。

### 第三駆逐隊（五代）
1938年（昭和13年）12月15日に解隊した先代三駆のうち、哨戒艇に改造された島風と、第34駆逐隊に編入された夕風をのぞき、汐風と帆風で編制された。再編成当初よりトンボ釣り任務が主体で、第一艦隊第一航空戦隊に属した。第四航空戦隊の編成と同時に転出し、太平洋戦争では「龍驤」を護衛してフィリピン戦線に向かった。「帆風」は一時「祥鳳」護衛艦となった。フィリピン攻略序盤の1942年（昭和17年）1月10日をもって解隊し、南方の船団護衛に回った。所属部隊と所属駆逐艦の変遷は以下のとおり。各艦の戦歴は各艦の項目を参照。
1940年（昭和15年）10月15日：旧第三駆逐隊所属艦の汐風と帆風で編制される。
1940年（昭和15年）11月15日：第一艦隊第一航空戦隊。
1941年（昭和16年）4月10日：第一航空艦隊第四航空戦隊に転籍。
1942年（昭和17年）1月10日：解隊。汐風、帆風は第四航空戦隊付に転出。
（1942年（昭和17年）4月10日：汐風、帆風は第五艦隊附属に編入。）
（1942年（昭和17年）10月1日：汐風、帆風は第一海上護衛隊に編入。）
（1944年（昭和19年）4月5日：帆風は第九艦隊附属に編入。）
（1944年（昭和19年）7月6日：帆風が戦没、9月10日に除籍。）
（1944年（昭和19年）12月26日：汐風は第三十駆逐隊に編入。以後は第三十駆逐隊の項に譲る。）

### 第三十四駆逐隊
1940年（昭和15年）3月31日に解隊した旧四駆の駆逐艦が舞鶴鎮守府に転籍し、哨戒艇に改造した灘風を除く羽風、秋風、太刀風、夕風により、4月29日付で第三十四駆逐隊が編制された。1939年（昭和14年）11月15日で解隊した樅型駆逐艦からなる先代に続く二代目である。第三駆逐隊（五代）と同様、再編成当初よりトンボ釣り任務が主体で、第一艦隊第三航空戦隊に編入された。
翌年4月10日、夕風は34駆よりのぞかれ引き続き第三航空戦隊に所属し、34駆（羽風、秋風、太刀風）は第一航空戦隊に移籍した。第二遣支艦隊に所属したあと太平洋戦争直前に第十一航空艦隊附属となり、トンボ釣り・標的訓練・基地要員輸送に活用された。開戦後は十一航艦向け輸送船を中心とした船団の護衛に従事することが多かった。「羽風」の戦没を機に解散し、太刀風・秋風は船団護衛任務を継続した。所属部隊と所属駆逐艦の変遷は以下のとおり。各艦の戦歴は各艦の項目を参照。
1940年（昭和15年）4月29日：羽風、秋風、太刀風、夕風により編制。
1940年（昭和15年）10月15日：特別役務駆逐艦。
1940年（昭和15年）11月15日：第一艦隊第三航空戦隊。
1941年（昭和16年）4月10日：夕風を削除（夕風は、駆逐艦三日月と共に三航戦所属）。羽風、秋風、太刀風は第一航空艦隊第一航空戦隊に編入。
1941年（昭和16年）5月1日：第二遣支艦隊附属となり、中国大陸沿岸で行動。
1941年（昭和16年）9月15日：第十一航空艦隊に編入。
（1942年（昭和17年）4月1日：第三航空戦隊解隊。夕風は第一艦隊附属に転出。）
（1942年（昭和17年）7月14日：夕風は第三艦隊附属に編入。）
1943年（昭和18年）1月23日：カビエン沖で羽風戦没、3月1日除籍。
1943年（昭和18年）4月1日：解隊。太刀風、秋風は第十一航空艦隊附属へ。
（1943年（昭和18年）1月15日：夕風は第三艦隊第50航空戦隊に編入。）
（1944年（昭和19年）1月1日：第50航空戦隊解散、夕風は連合艦隊附属に編入。終戦時残存、1945年（昭和20年）10月5日除籍。）
（1944年（昭和19年）2月18日：トラック島空襲により太刀風戦没、3月31日除籍。）
（1944年（昭和19年）5月1日：秋風は第三十駆逐隊に編入。以後は第三十駆逐隊の項に譲る。）

## 登場作品

### 映画
『ゴジラ-1.0』
「夕風」が登場。終戦により史実通り連合国軍に接収されていたが、1947年の日本に襲来したゴジラを倒すための戦力として、陽炎型駆逐艦「雪風」、吹雪型駆逐艦「響」、松型駆逐艦「欅」などと共に返還され、ゴジラ駆除作戦「海神作戦」（わだつみ作戦）に参加する。